# Франк Фабра
Франк Ю́сті Фа́бра Пала́сіос (ісп. Frank Yusty Fabra Palacios, нар. 22 лютого 1991, Нечі) — колумбійський футболіст, захисник клубу «Бока Хуніорс».
Виступав, зокрема, за клуби «Енвігадо» та «Депортіво Калі», а також національну збірну Колумбії.

## Клубна кар'єра
У дорослому футболі дебютував 2010 року виступами за команду клубу «Енвігадо», в якій провів чотири сезони, взявши участь у 85 матчах чемпіонату. Більшість часу, проведеного у складі «Енвігадо», був основним гравцем захисту команди.
Своєю грою за цю команду привернув увагу представників тренерського штабу клубу «Депортіво Калі», до складу якого приєднався 2014 року. Відіграв за команду з Калі наступний сезон своєї ігрової кар'єри. Граючи у складі «Депортіво Калі» також здебільшого виходив на поле в основному складі команди.
Протягом 2015—2015 років захищав кольори команди клубу «Індепендьєнте Медельїн».
До складу клубу «Бока Хуніорс» приєднався 2016 року. Відтоді встиг відіграти за команду з Буенос-Айреса 114 матчів у національному чемпіонаті та забити дев'ять м'ячів.

## Виступи за збірну
2015 року дебютував в офіційних матчах у складі національної збірної Колумбії.
У складі збірної був учасником Кубка Америки 2016 року в США, на якому команда здобула бронзові нагороди.
4 червня 2018 року був включений до заявки національної команди для участі у чемпіонаті світу 2018 року в Росії. Однак зазнав травми коліна на тренуванні 9 червня і був виключений із заявки на мундіаль.

## Титули і досягнення
- Чемпіон Аргентини (4):

«Бока Хуніорс»: 2016-17, 2017-18, 2019-20, 2022
- Володар Суперкубка Аргентини (2):

«Бока Хуніорс»: 2018, 2022
- Володар Кубка Аргентини (1):

«Бока Хуніорс»: 2020-21

### Збірна
- Бронзовий призер Кубка Америки: 2016, 2021